# فرگشت مغز
اصول حاکم بر فرگشت ساختار مغز به خوبی درک نشده‌است. مقیاس اندازه مغز به اندازه بدن بر اساس رشد سنجی اندازه‌گیری می‌شود. پستانداران دارای جثه کوچک، نسبت به بدنشان مغز نسبتاً بزرگی دارند، در حالی که پستانداران بزرگ (مانند نهنگ) به نسبت بدنشان دارای مغز کوچکتری هستند. اگر وزن مغز در برابر وزن بدن برای نخستینها ترسیم شود، خط رگرسیون نقاط می‌تواند قدرت مغز در گونه نخستینیان را نشان می‌دهد.

## تاریخ اولیه رشد مغز
یک رویکرد برای درک فرگشت کلی مغز، استفاده از یک جدول زمانی paleoarchaeological برای ردیابی ضرورت افزایش پیچیدگی در سازه‌هایی است که امکان علامت دهی شیمیایی و الکتریکی را فراهم می‌کنند. از آنجا که مغز و سایر بافتهای نرم به اندازه بافتهای معدنی فسیل نمی‌شوند، دانشمندان غالباً به عنوان شواهد موجود در پرونده‌های فسیلی به دنبال ساختارهای دیگر هستند تا درک درستی از فرگشت مغز داشته باشند.

## نقش رویان‌شناسی در فرگشت مغز
علاوه بر مطالعه سوابق فسیلی، تاریخ فرگشت را می‌توان از طریق رویان‌شناسی بررسی کرد. جنین یک حیوان متولد نشده / غیر متصصل است و تاریخچه فرگشت را می‌توان با مشاهده چگونگی فرایندهای رشد جنین حفظ شده (یا حفظ نشده) در بین گونه‌ها بررسی کرد. شباهت‌ها بین گونه‌های مختلف ممکن است نشان دهنده ارتباط فرگشتی باشد.

## تصادفی کردن دسترسی و مقیاس گذاری مغز
مغز برخی از حیوانات در فرگشت بزرگتر شده‌است. (به عنوان مثال مهره داران و سفالوپودها هر دو حاوی صفات زیادی هستند که نشان می‌دهد در آنها مغز از طریق فرگشت رشد کرده‌است) اما بیشتر گروه‌های حیوانات فقط از گونه‌هایی با مغز بسیار کوچک تشکیل شده‌اند.

## ترتیب مجدد مغز
با استفاده از تصویربرداری تشدید مغناطیسی در داخل بدن (MRI) و نمونه برداری از بافت، نمونه‌های مختلف قشر مغز از اعضای هر یک از گونه‌های هموینوئید مورد بررسی قرار گرفت. در هر گونه، مناطق خاص یا نسبتاً بزرگ شده یا کوچک شده بودند که نشانگر جزئیات سازمانهای عصبی می‌باشد. اندازه‌های مختلف در نواحی قشر مغز می‌تواند نشانگر انطباق‌های خاص، تخصص‌های عملکردی و رویدادهای فرگشتی باشد که تغییراتی در چگونگی ساماندهی مغز هموینوئید است.

## عوامل ژنتیکی تأثیر گذار روی فرگشت مدرن
نویسنده ارشد بروس لان و همکارانش در مرکز پزشکی هوارد هوگز در دانشگاه شیکاگو گفته‌اند که ژن‌های خاصی وجود دارند که اندازه مغز انسان را کنترل می‌کنند. این ژن‌ها همچنان در فرگشت مغز ایفای نقش می‌کنند، بدین معنی است که مغز همچنان در حال فرگشت است. محققان این مطالعه را با ارزیابی ۲۱۴ ژن که در رشد مغز نقش دارند، آغاز کردند. این ژن‌ها از انسان‌ها، بوزینه دم کوتاه که به انسان شباهت دارد، موش‌های صحرایی و موش‌های آزمایشگاهی به دست آمده‌است.

## فرگشت مغز انسان
یکی از راه‌های بارز ردیابی فرگشت مغز انسان از طریق شواهد مستقیم در قالب فسیل‌ها است. تاریخ فرگشتی مغز انسان نشان می‌دهد که مغز در انسانهای نخستین به تدریج بزرگتر از اندازه بدنشان بوده و در طول سیر فرگشتی نخستین پستانداران سپس بوزینه‌ها و سرانجام به انسان امروزی می‌رسد.

## فرگشت لایه نازک و خاکستری بیرونی مغز سر
دانشمندان علاوه بر اندازه مغز، تغییراتی در چین‌های مغز و همچنین در ضخامت قشر نیز مشاهده کرده‌اند. هرچه پیچ و تاب مغز بیشتر تر باشد، سطح قشر بیشتر می‌شود که امکان گسترش قشر، پیشرفته‌ترین فرگشت مغز محسوب می‌شود.

## الگوهای فرگشتی مغز
یکی از الگوهای ارائه شده برای درکِ عملکرد مغز، الگوی فرگشتی مغز است که مدت‌ها مورد پذیرش بود اما اکنون تردیدهای جدی درباره درستی آن وجود دارد. پل مکلین عصب‌شناس و پزشک آمریکایی این الگو را در دههٔ ۱۹۶۰ ارائه کرد. مدل مک‌لین مغزِ انسان را به سه مرحله مختلف تقسیم می‌کند که به ترتیب در طول میلیون‌ها سال، یکی پس از دیگری، به وجود آمدند و فرگشت یافتند و هر کدام به دیگری اضافه شدند.
در این الگو مدارهای مغزِ ما به گونه‌ای فرگشت پیدا کرده‌اند که بخش‌های جدیدتر، بیشتر در خدمتِ بخش‌های قدیمی‌ترِ مغز و تحت کنترلِ آن‌ها هستند؛ مثلاً قشرِ پیش‌پیشانیْ بیشتر از لیمبیک تأثیر می‌پذیرد و کمتر روی آن تأثیر می‌گذارد. وقتی رشته‌های عصبی که از دستگاه لیمبیک به قشر پیش‌پیشانی می‌آید آن را از کار می‌اندازد، اجتناب از امیال و رفتاری که لیمبیک به ما دیکته می‌کند ساده نخواهد بود. تقویتِ قشر پیش‌پیشانی در طول زندگی می‌تواند به افزایش خویشتن‌داری و بهبودِ مهارت‌های زندگی بینجامد. اما ما در مجموع در کنترلِ بخش‌های کهن‌تر مغز خود هستیم و مداوماً از مهارت‌های قشر مغزمان، یعنی از اندیشه، زبان، حرکاتِ ارادیِ اعضای بدن، قابلیتِ طراحی و حتی منطقِ خود در جهت محقق ساختن امیال و خواسته‌های بخش‌های قدیمی‌ترِ مغز خود، مثل میل به حمله، فرار، عشق‌ورزی، فرزندپروری، غذا خوردن، انتقام، دوستی، پذیرفته شدن در گروه، پیروزی، جایزه گرفتن، مصرف مواد مخدر استفاده می‌کنیم.

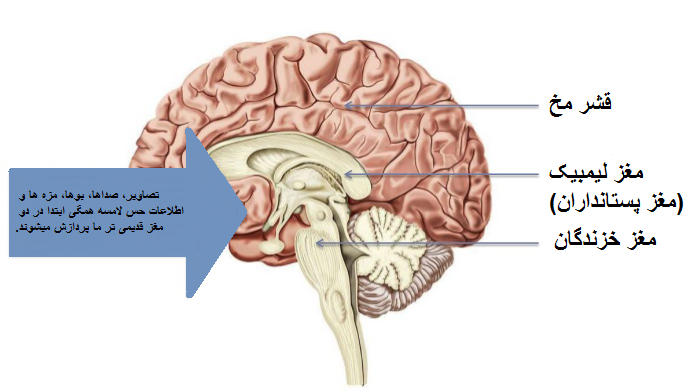

### مغز خزندگان
قدیمی‌ترین بخشِ مغزِ ما مغزِ خزندگان است که شامل ساقهٔ مغز و مخچهٔ ماست. این بخشِ مغز از ۴۰۰ میلیون سال پیش در حیوانات فرگشت یافته‌است. در واقع تا حدود ۲۰۰ تا ۲۵۰ میلیون سال پیشْ مغزِ جاندارانْ حداکثرْ شامل همین بخش بوده و هنوز بخش‌های فوقانی و پیشرفته‌تر به آن اضافه نشده بود. این بخش از مغزِ ما عملکردهای بسیار حیاتی مثل تنظیم ضربان قلب، فشار خون، تنفس، دمای بدن، تعادل در حرکت، تحریک جنسی و نیز انجام واکنش به عوامل تهدید کنندهٔ حیات، شامل جنگیدن و فرار کردن، را بر عهده دارد. اَعمالِ این بخش از مغزْ بسیار دقیق و قابل اعتماد است، اما تا حد زیادی خارج از کنترل ماست. اگر بخواهیم دقیق‌تر بگوییم، «کنترل ما در دست این بخش از مغز است».
برای نمونه وقتی اطلاعاتِ دریافت شده از حواس ما، که اتفاقاً پیش از همه وارد این بخش از مغز می‌شود و مورد تجزیه و تحلیل قرار می‌گیرد، نشان دهد که چیزی جان ما را تهدید می‌کند، این بخش از مغزْ کنترل را به دست می‌گیرد و، بسته به این که کدام استراتژی را بهتر بداند، دستور به فرار یا حمله می‌دهد و خودش تقریباً تمام حرکاتِ مربوط به فرار یا حمله را، بدون نیاز به هیچ محاسبهٔ کُند و زمانبری از سوی قشر مغز، با سرعت بالا طراحی کرده و اجرا می‌کند.

### مغز پستانداران
بخش بعدیِ مغز که در پستاندارن بر بالای ساقهٔ مغز قرار دارد و بین ۱۵۰ تا ۲۵۰ میلیون سال برایش قدمت قائلند، سیستم لیمبیک است که به آن مغزِ پستانداران هم گفته می‌شود. این بخش، با همکاری ساقهٔ مغز، عواطف و احساسات را به‌وجود می‌آورَد. به این صورت که اطلاعات از حواسِ ما وارد ساقهٔ مغز و سپس ناحیهٔ لیمبیک می‌شود و تجزیه و تحلیلِ این اطلاعات توسط این نواحی، منتهی به هیجانات و احساسات و عواطف و امیال می‌گردد.
از جمله بخش‌های اصلی لیمبیک می‌توان به تالاموس، هیپوتالاموس، غدهٔ هیپوفیز، آمیگدال یا بادامه، هستۀ آکومبنس و ناحیهٔ تگمنتوم شکمی اشاره کرد.

### مغز انسانی
بخش جدیدترِ مغز ما، از نظر فرگشتی، قشر مخ یا نئوکورتکس یا مغز انسانی است که به آن مغز پستاندارانِ جدید هم می‌گویند که حدود ۲ تا ۳ میلیون سال قدمت دارد. بخش‌های مختلف قشر مخ وظایف مختلفی دارند. پردازش اطلاعاتِ حسی، تهیهٔ نقشه‌های فضایی از دنیای بیرون، کنترل حرکات ارادی، سخن گفتن، فکر کردن، نقشه کشیدن و طراحی، تخیلات، حل مسئله، کنترل بروز عواطف و احساسات و تصمیم‌گیریِ آگاهانه از جمله وظایف قشر مغز است. جدیدترین قسمت از قشر مخ، بخشِ پیشْ پیشانیِ آن است که حدود ۵۰۰ هزار سال قدمت دارد. خویشتنداری، منطق، آگاهی، فکر کردن به آینده، انتخاب استراتژی و نیز اخلاق به فعالیت‌های آن وابسته است. بخش پیش پیشانی تا دههٔ ۲۰ زندگی در حال رشد و فرگشت است.

### الگوهای تطبیقی جایگزین الگوی مغز سه‌گانه
اکنون می‌دانیم مدل ساده‌شده مکلین پایه محکمی در زیست‌شناسی فرگشتی ندارد و نزد افرادی که فرگشت سیستم عصبی را مطالعه می‌کنند بی‌اعتبار شده است؛ هرچند تعداد قابل‌توجهی از کتاب‌های مقدماتی روان‌شناسی و نیز مطالب عامیانه روانشناسی مانند روانشناسی فروش و بازاریابی هنوز از این مدل استفاده می‌کنند و مثلا این جمله که «مارمولک درون مغز مشتری را هدف بگیرید» در کلاس‌های بازاریابی بسیار شنیده می‌شود.
یک تصور غلط شایع  این است که: (الف) با فرگشت مهره‌داران، ساختارهای مغزی “جدیدتر”ای بر روی ساختارهای “قدیمی” مغز اضافه شده‌اند و (ب) این ساختارهای جدید و پیچیده‌تر، به حیوانات عملکردهای پیچیده‌تر و جدیدتر روان‌شناختی، انعطاف‌پذیری رفتاری و زبان داده است. این اعتقاد، اگرچه به طور گسترده‌ای در کتاب‌های درسی روان‌شناسی مقدماتی به چشم می‌خورد، اما مدت‌هاست که در میان متخصصان مغز و اعصاب بی‌اعتبار شده است. در مقابل، توافق صریح و یکپارچه این موضوعات میان کسانی که فرگشت سیستم عصبی را مطالعه می‌کنند، وجود دارد و از روان‌شناسان خواسته می‌شود که این دیدگاه اشتباه درباره‌ی مغز انسان را کنار بگذارند.
تحقیقات جدید علوم اعصاب نشان می‌دهد که نظریه مغز سه‌گانه به‌درستی توضیح نمی‌دهد که مغز چگونه در زندگی روزمره یا در طول پاسخ به محرک‌ها عمل می‌کند. به طور خاص، عاطفه و شناخت به یکدیگر وابسته هستند و با هم کار می‌کنند، سیستم لیمبیک یک مرکز صرفاً احساسی نیست و مدارهای احساسی صرف در مغز وجود ندارد. قشر مغز نیز یک مرکز صرفاً شناختی نیست و مدارهای شناختی صرف در مغز وجود ندارد. برخی پژوهشگران یک مدل تکاملی جدید به نام مغز تطبیقی، پیشنهاد می‌کنند که بر اساس توضیح تطبیقی بر مبنای شبکه‌های مغزی وابسته به هم بنا شده است. بر این اساس بخش‌های مختلف مغز با ادراک درونی و بیرونی برای تعادل نیازهای فعلی با مشارکت یکدیگر عمل می‌کنند و ارتباطات متقابل بین هموستاز، آلوستاز، احساسات، شناخت، و پیوندهای اجتماعی قوی در دستیابی به  اهداف تطبیقی در مغز وجود دارد.